# 68 Batalion Schutzmannschaft
68 Batalion Schutzmannschaft, znany w historiografii białoruskiej jako nowogródzki szwadron konny (biał. Наваградскі конны эскадрон) – ochotnicza kolaboracyjna jednostka zmilitaryzowanej policji, podległa dowództwu niemieckiemu, składająca się z Białorusinów podczas II wojny światowej, dowodzona przez Borysa Rogulę.

## Historia
W listopadzie 1943 r. niemieckie władze okupacyjne postanowiły zorganizować z Białorusinów kolejny ochotniczy oddział wojskowy. Jego formowanie rozpoczęło się w grudniu tego roku z inicjatywy komisarza okręgu nowogródzkiego Wilhelma Trauba, który pozytywnie odnosił się do białoruskich inicjatyw kolaboracyjnych. W skład oddziału weszli głównie uczniowie seminarium nauczycielskiego w okupowanym Nowogródku. Dowódcą został kpt. Borys Rogula. Niemcy zapewnili umundurowanie i uzbrojenie. Na mundurach noszono na rękawie naszywki z flagą białoruską. Sprzęt wojskowy (rkm-y Diegtiariew, ckm-y Maxim, a nawet moździerze i działka ppanc.) pochodził ze zdobyczy na Armii Czerwonej. 
Początkowo oddział nosił nazwę batalionu F Schuma (niem. Schuma-F-Bataillon) lub oddziału kawaleryjskiego Schuma Roguli (niem. Schuma-Reiter-Abteilung Rogula). 15 marca 1944 został przemianowany na 68 białoruski batalion Schuma. Oddział liczył ok. 600 osób, głównie rekrutujących się spośród uczniów i absolwentów nowogródzkiego seminarium nauczycielskiego, zwykle o mocnej białoruskiej postawie patriotycznej. 25 marca 1944 r. – w rocznicę ogłoszenia niepodległości Białorusi – żołnierze oddziału złożyli przysięgę na wierność narodowi białoruskiemu. Występowali oni pod sztandarem z białoruską Pogonią i herbem Nowogródka. 
Oddział Roguli składał się z trzech kompanii piechoty, szwadronu kawalerii i pododdziału zmechanizowanego. Podlegał bezpośrednio gauleiterowi Okręgu Generalnego "Białoruś" Kurtowi von Gottbergowi. Walczył na Nowogródczyźnie zarówno z partyzantką komunistyczną, jak też polską Armią Krajową. W kwietniu 1944 roku oddział stoczył bój z partyzantami radzieckimi w okolicach Korelicz. W maju 1944 roku brał udział w akcji partyzanckiej w okolicach Dokszyc i Głębokiego
Po ewakuacji Niemców i białoruskich kolaborantów z Białorusi do Niemiec w wyniku ofensywy Armii Czerwonej część b. żołnierzy oddziału wraz z Rogulą trafiła do batalionu desantowego "Dalwitz", formowanego pod koniec 1944 r. w Prusach Wschodnich.